# Azzun Atma
Azzun Atma – palestyńska wioska położona w muhafazie Kalkilja, w Autonomii Palestyńskiej.
Leży w zachodniej części Samarii, w otoczeniu miasta Kafr Kasim, miasteczek Oranit i Elkana, oraz osiedla Sza’are Tikwa. Wokół wioski przebiega mur bezpieczeństwa oddzielający Izrael od Autonomii Palestyńskiej.

## Historia
29 listopada 1947 roku Zgromadzenie Ogólne Organizacji Narodów Zjednoczonych przyjęło Rezolucję nr 181 w sprawie podziału Palestyny na dwa państwa: żydowskie i arabskie. Tutejsze tereny miały znajdować się w państwie arabskie i w wyniku wojny o niepodległość w 1948 znalazły się pod okupacją Jordanii.
Podczas wojny sześciodniowej w 1967 ziemie te zajęły wojska izraelskie. Po zawarciu w 1994 porozumień z Oslo tereny te znalazły się w Autonomii Palestyńskiej w obszarze o statusie „C” (są to tereny pozostające pod kontrolą izraelską). W 2004 wybudowano w jej pobliżu mur bezpieczeństwa, które de facto przyłączył te ziemie do Izraela. W 2006 ukończono kolejną sekcję muru bezpieczeństwa, otaczając całą wioskę. Powstała w ten sposób zamknięta strefa Azzun Atma.

## Demografia
Według danych Autonomii Palestyńskiej, w 1997 w wiosce mieszkało 46 uchodźców palestyńskich, stanowiąc 3,9% ogółu mieszkańców.

## Gospodarka
Gospodarka wioski opiera się na rolnictwie, sadownictwie i uprawach w szklarniach.

## Komunikacja
Na południe od wioski przebiega autostrada nr 5  (Tel Awiw–Ari’el), brak jednak możliwości wjazdu na nią. Komunikacja z Autonomią Palestyńską jest utrzymywana poprzez bramę Azzun Atma.